# NGC 1012
NGC 1012 (również PGC 10051 lub UGC 2141) – galaktyka spiralna (Sbc?), znajdująca się w gwiazdozbiorze Barana. Odkrył ją William Herschel 11 września 1784 roku.